# گیاه‌پارچ ریزخمره
گیاه‌پارچ ریزخمره (نام علمی: Nepenthes micramphora) نام یک گونه از سرده گیاه پارچ است.